# Дандри
Дандри (енгл. Dundry) је село у северном Самерсету, Енглеској, смештено на брду Дандри на северном делу побрђа Мендип, између Бристола и језера Чу Вели. Црква светог Михајла је репрезентативан мотив видљив са више километара даљине.